# جبل الاديب (مذيخرة)

تعديل مصدري - تعديل

جبل الاديب محلة تابعة لقرية الشخص، التابعة لعزلة الاشعوب بمديرية مذيخرة إحدى مديريات محافظة إب في الجمهورية اليمنية، بلغ تعداد سكانها 63 حسب تعداد اليمن لعام 2004.